# Мезола
Мезола (итал. Mesola) —  коммуна в Италии, располагается в регионе Эмилия-Романья, подчиняется административному центру Феррара.
Население составляет 7331 человек (на 2004 г.), плотность населения составляет 89 чел./км². Занимает площадь 84 км². Почтовый индекс — 44026. Телефонный код — 0533.
В коммуне 8 сентября особо празднуется Рождество Пресвятой Богородицы.